# Trichothecium roseum
Trichothecium roseum är en svampart som först beskrevs av Christiaan Hendrik Persoon, och fick sitt nu gällande namn av Heinrich Friedrich Link 1809. Trichothecium roseum ingår i släktet Trichothecium, ordningen köttkärnsvampar, klassen Sordariomycetes, divisionen sporsäcksvampar och riket svampar.   Inga underarter finns listade i Catalogue of Life.